# Gerhard Aigner
Gerhard Aigner (* 1. September 1943 in Regensburg; † 20. Juni 2024) war ein deutscher Fußballfunktionär. 1989 wurde er Generalsekretär der UEFA, bei der er von 2000 bis 2003 dann Generaldirektor war.

## Leben
Aigner spielte Fußball beim VfB Regensburg (1957–1964), wechselte anschließend in die Schweiz und spielte für den FC Moutier (1968–1969) und den FC Muri-Gümligen (1970–1979). Er betätigte sich ebenfalls als Schiedsrichter (1963–1966).
Er durchlief eine Lehre im Außenhandel. Nach Aufenthalten in Frankreich, Spanien und in der Schweiz wurde er 1969 in Bern für die UEFA tätig. Er wurde bei dem Verband Leiter der Abteilung Wettbewerbe. Eigener Aussage nach hatte sich Aigner auf eine Zeitungsanzeige hin bei der UEFA beworben und auf eine ihm in Aussicht gestellte Beschäftigung bei BMW verzichtet, da er unbedingt im Sport arbeiten wollte. 1989 trat er bei der UEFA das Amt des Generalsekretärs an und wurde damit Nachfolger von Hans Bangerter, der Ende Dezember 1988 in den Ruhestand ging.
Aigner und der UEFA-Vorsitzende Lennart Johansson erachteten die Neuausrichtung der Europapokalwettbewerbe für notwendig und trieben zu Beginn der 1990er Jahre dahingehende Bemühungen voran. Sie gaben 1991 dem von Klaus Hempel und Jürgen Lenz eingereichten Modell den Zuschlag, der enthielt, den Europapokal der Landesmeister in einen neuen Wettbewerb zu überführen. Wie auch die beiden Vermarkter Hempel und Lenz sprach sich Aigner bei der Findung eines Namens für den Wettbewerb für den Vorschlag Champions League aus.
Aigner trieb die Erneuerung der UEFA voran, zu den großen Aufgaben seiner Amtszeit gehörte der Umgang mit den Auswirkungen des Bosman-Urteils. Er setzte sich des Weiteren dafür ein, Champions-League-Teilnehmer einem Lizenzierungsverfahren zu unterziehen und war ebenfalls entscheidend am 1995 vollzogenen Umzug der UEFA von Bern nach Nyon beteiligt. Aigner wurde als „Intimfeind“ von Joseph Blatter und als „Wortführer der Opposition“ gegen den damaligen FIFA-Vorsitzenden bezeichnet.
Im Jahr 2000 wechselte Aigner bei der UEFA ins neugeschaffene Amt des Generaldirektors. Diesen Posten bekleidete er bis zu seinem Rücktritt Ende 2003, für den er private Gründe angab. Als sein Nachfolger wurde der Schwede Lars-Christer Olsson berufen. Kurz vor dem Übertritt in den Ruhestand wurde Aigner im Oktober 2003 mit dem Bundesverdienstkreuz am Bande ausgezeichnet. Die UEFA ernannte Aigner 2004 zum Ehrenmitglied.
Aus zwei Ehen hatte Aigner insgesamt fünf Kinder. Am 20. Juni 2024 starb er im Alter von 80 Jahren.